# Man of Constant Sorrow
Man of Constant Sorrow (littéralement « L'homme au chagrin constant ») est une chanson country américaine, enregistrée la première fois par Dick Burnett (en), un violoneux du Kentucky, sous le titre Farewell Song, vers 1913.
Une première reprise est enregistrée par Emry Arthur (en) en 1928 puis la chanson est interprétée par de nombreux artistes comme Joan Baez en 1960, Bob Dylan en 1962 ou Rod Stewart en 1969. Plus récemment, l'intérêt du public pour cette chanson vient de la sortie du film O' Brother des Frères Coen en 2000, où son interprétation par les Soggy Bottom Boys, sous le titre I Am a Man of Constant Sorrow, joue un rôle central dans le scénario.

## Histoire
Le doute subsiste quant au véritable auteur de la chanson. Dans une interview donnée à la fin de sa vie, Dick Burnett ne parvient pas à se souvenir s'il l'a ou non écrite lui-même. Il est probable qu'il ait pu s'inspirer pour la mélodie d'un vieil air baptiste. Man of Constant Sorrow a plusieurs similitudes avec un hymne qui s'appelle I Am a Poor Pilgrim of Sorrow. L'hymnologue américain George Pullen Jackson pensait que ce hymne a ses origines dans The Green Mossy Banks of the Lea, une chanson traditionnelle anglaise.
En 1918, le musicologue Cecil Sharp édite cette chanson sous le titre In Old Virginny. En 1936 la chanteuse américaine Sarah Ogan Gunning (en) en réécrit une version féminisée : Woman of Constant Sorrow. Le texte raconte la solitude loin de chez soi, prémonitoire de la mort de son époux Andrew Ogan peu de temps après à New York.
En 2009, Ralph Stanley, qui est né en 1927, raconte dans le show télévisé The Diane Rehm Show (en) sa propre version de l'histoire de cette chanson, et parle de son travail pour lui redonner vie :
« La chanson Man of Constant Sorrow doit bien avoir deux ou trois-cents ans. Mais la première fois que je l'ai entendue, j'étais enfant, c'était mon père qui la chantait. Et mon frère et moi rajoutions des paroles, on lui redonnait vie. Sans cela elle aurait probablement disparu. Je suis fier d'être celui qui a déterré cette chanson ». La biographie de Ralph Stanley s'intitule justement Man of Constant Sorrow.

## Bande originale du filmO' Brother
Man of Constant Sorrow est reprise quatre fois : deux d'entre elles sont des versions instrumentales avec les refrains en arrière-plan, les deux autres sont chantées avec des musiques additionnelles entre les couplets.
- Version "radio" : The Soggy Bottom Boys, avec la voix de Dan Tyminski
- Version instrumentale 1 : John Hartford
- Version instrumentale 2 : Norman Blake
- Versions en groupe : The Soggy Bottom Boys, avec Dan Tyminski, Harley Allen (en), et Pat Enright du Nashville Bluegrass Band (en)

## Liste sélective d'interprétations
- 1913 : Dick Burnett (en)
- 1928 : Emry Arthur (en)
- 1930 : Delta Blind Billy (en) reprend une partie du texte dans sa chanson Hidden Man Blues[6].
- 1951 : The Stanley Brothers, Columbia Records
- 1959 : The Stanley Brothers, King Records : cette version est celle dont les arrangements vocaux se rapprochent le plus de ceux du film O Brother.
- 1960 : Joan Baez, Girl of Constant Sorrow, dans l'album Joan Baez, Vanguard Records
- 1961 : Roscoe Holcomb
- 1961 : Judy Collins, A Maid of Constant Sorrow
- 1962 : Peter, Paul and Mary
- 1962 : Bob Dylan
- 1962 : Mike Seeger
- 1966 : Waylon Jennings
- 1969 : Rod Stewart sur son premier album solo An Old Raincoat Won't Ever Let You Down en 1969
- 1970 : Denny Laine au sein du Ginger Baker's Air Force
- 1972 : The Dillards
- 1972 : The Rolling Stones utilisent une partie du texte dans Let It Loose sur l'album Exile on Main St.
- 2000 : Jackson Browne et l'accordéoniste irlandais Sharon Shannon sur l'album The Diamond Mountain Sessions.
- 2000 : Dans le film O' Brother, la chanson s'appelle I Am a Man of Constant Sorrow. Récompensée par un CMA dans la catégorie "Chanson de l'année", et par un Grammy Awards du Best Country Collaboration with Vocals.
- 2000 : Donna The Buffalo, version reggae sur l'album Positive Friction
- 2001 : Frank Black and The Catholics, Soul of Constant Sorrow
- 2002 : I Am A Man of Constant Borrow, parodie par Cledus T. Judd (en)
- 2006 : Osaka Popstar (en), version punk rock
- 2007 : Tin Foil Phoenix (en), version hard rock
- 2007 : Dash Rip Rock (en), version cowpunk
- 2011 : John Hollenbeck Large Ensemble en fait une reprise lors du Newport Jazz Festival[7]
- 2012 : Le groupe espagnol Limbotheque l'enregistre sur l’album FolKabaret
- 2015 : Le groupe Blitzen Trapper enregistre une version rock spécialement pour la série Fargo
- 2015 : Sawyer Fredericks, gagnant de The Voice 2015
- 2018 : Home Free, version a capella
- 2018 : reprise de la mélodie, avec paroles modifiées (et françaises), par Francis Lalanne et Les Bodin's, dans Fort Boyard : épreuve du Bal des Bodin's[8].